# IC 1271
IC 1271 је емисиона маглина са звијездама у сазвјежђу Стријелац која се налази на листи објеката дубоког неба у Индекс каталогу.
Деклинација објекта је - 24° 24' 38" а ректасцензија 18h 5m 13,0s. IC 1271 је још познат и под ознакама ESO 521-*N22, LBN 26 ?.